# Echinophora
Echinophora és un gènere de plantes apiàcies.Comprèn 20 espècies descrites i d'aquestes només 11 d'acceptades pels taxonomistes. És un gènere originari de la regió mediterrània i de la regió irano-turaniana.
Als Països Catalans l'única espècie autòctona d'aquest gènere és Echinophora spinosa (equinòfora)

## Taxonomia
El gènere va ser descrit per Linnaeus i publicat a Species Plantarum 1: 339. 1753. L'espècie tipus és: Echinophora spinosa L.	
A continuació s'indica les espècies acceptades a data de 2012 segons Echinophora
- Echinophora carvifolia Boiss. & Balansa
- Echinophora chrysantha Freyn & Sint.
- Echinophora cinerea (Boiss.) Hedge & Lamond
- Echinophora lamondiana Yildiz & Z.Bahcecioglu
- Echinophora orientalis Hedge & Lamond
- Echinophora platyloba DC.
- Echinophora scabra Gilli
- Echinophora spinosa L.
- Echinophora tenuifolia L.
- Echinophora tournefortii Jaub. & Spach
- Echinophora trichophylla Sm.